# Wacław Kuchar
Wacław Kuchar   (Łańcut, 16 de setembre de 1897 - Varsòvia, 13 de febrer de 1981) és un exfutbolista polonès de la dècada de 1920. Destacà en nombrosos esports, atletisme, futbol, esquí, patinatge sobre gel i hoquei sobre gel.
Fou 23 cops internacional amb la selecció polonesa amb la qual participà en els Jocs Olímpics d'Estiu de 1924. Pel que fa a clubs, defensà els colors de Pogoń Lwów. En futbol fou campió de Polònia en 1922, 1923, 1925, 1926.
Fou campió de Polònia en atletisme en:
- 800-metres (1920, 1921)
- 110-metres tanques (1920)
- 400-metres tanques (1923)
- salt d'alçada (1921, 1923)
- decatló (1923, 1924)

Participà en el Campionat d'Europa de patinatge de velocitat masculí l'any 1925, i fou 22 cops campió nacional entre 1922 i 1929.